# Poggioreale (Gefängnis)

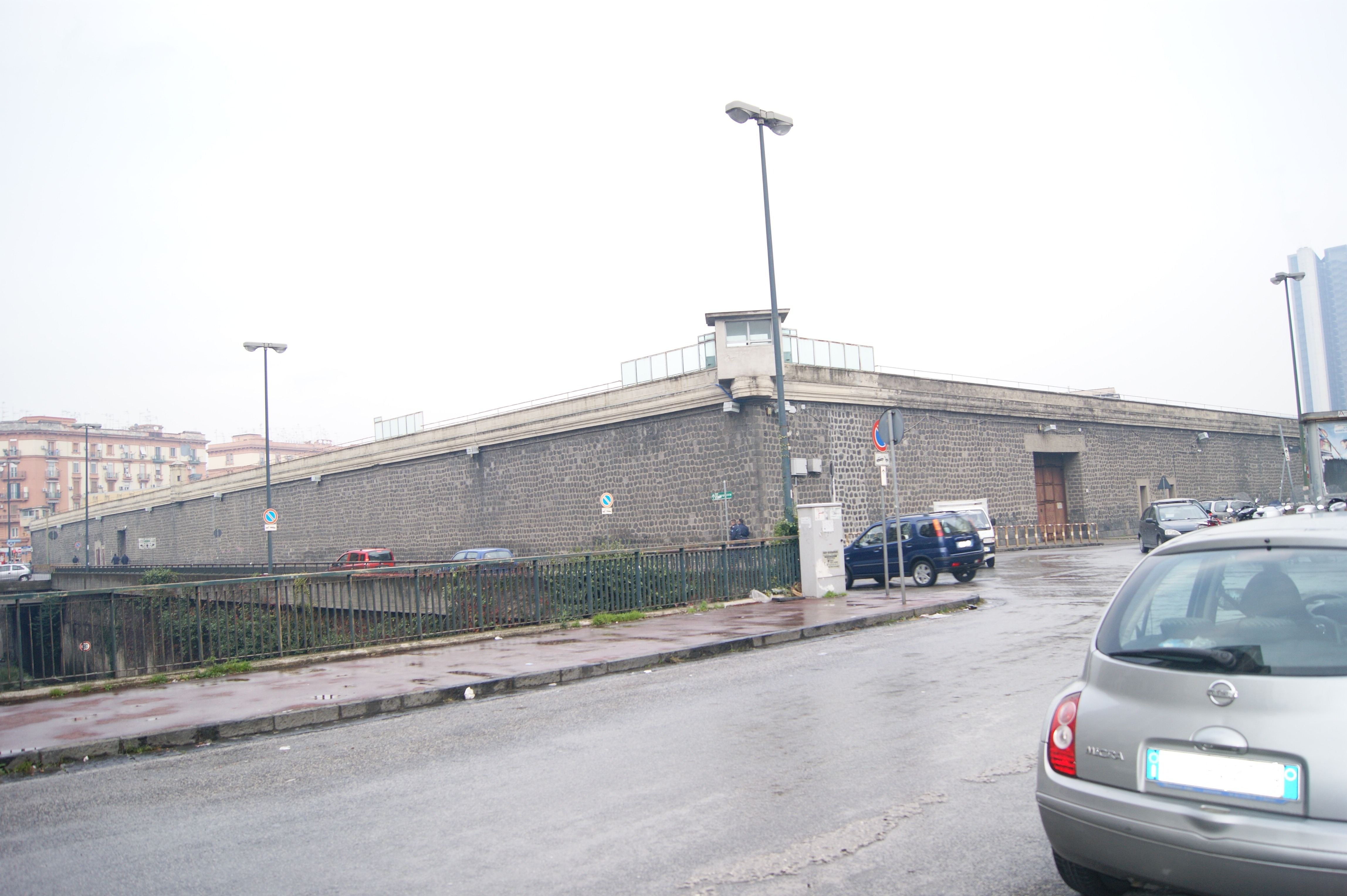
Ein Teil des Gefängnisses Poggioreale, von der Seite aus gesehen.

Poggioreale (Casa Circondariale di Napoli Poggioreale) ist ein Gefängnis für Männer in Neapel. Es befindet sich im gleichnamigen Stadtteil Poggioreale, der Haupteingang liegt in der Via Nuova Poggioreale.

## Geschichte und Bauweise
Die Bauarbeiten wurden angesichts der Überfüllung der damaligen neapolitanischen Gefängnisse 1905 von der Firma Cacciapuoti fu Salvatore begonnen, aber erst 1914 abgeschlossen. Die von der italienischen Regierung bewilligten Kosten beliefen sich in der damaligen Währung auf 6,5 Millionen Lire. Während des Ersten Weltkriegs waren Truppen im zweckentfremdeten Gefängnis stationiert, erst 1919 ließ der damalige Innenminister erstmals Häftlinge nach Poggioreale überführen.
Ursprünglich wurde Poggioreale für nur 700 Häftlinge und mit nur 2 × 2 × 2 Meter großen Einzelzellen erbaut. Letztere wurden jedoch später in größere Zellen umgewandelt, um mehr Insassen aufnehmen zu können. Heute hat Poggioreale ein Fassungsvermögen von ca. 1300 Gefangenen, ist aber chronisch und stark überbelegt. Während des Zweiten Weltkriegs und direkt danach war Poggioreale noch überfüllter als heute, die Anzahl der Insassen betrug bis zu 7000, darunter viele politische Gefangene und Schwarzmarkthändler.
Poggioreale nimmt eine Fläche von 67.000 Quadratmetern ein und besteht aus acht großen Bauten, die durch einen großen, sie durchschneidenden Korridor verbunden sind. Insgesamt gibt es zwölf Abteilungen: Napoli, Milano, Livorno, Genova, Torino, Venezia (Isolationshaft), Avellino (Haft unter Beobachtung), Firenze, Salerno (für „erwachsene Jugendliche“), Roma (ursprünglich für Frauen), Italia und S. Paolo. In S. Paolo befindet sich das Gefängnishospital. Die Zellenbauten haben drei in der Mitte offene Stockwerke, die Zellen sind über Balkongänge erreichbar. Einige Abteilungen (der Isolationshaftsbereich und dort, wo ausländische Gefangene untergebracht sind) befinden sich in einem baufälligen Zustand. 1998 wurde ein 900 Meter langer Verbindungstunnel zum neuerbauten Justizpalast angelegt. Die Räumlichkeiten, in denen sich die Arbeitsstätten der Häftlinge befanden wurden 1983 im Zuge des Mafiaprozesses des Fernsehmoderators Enzo Tortora in einen Bunker umgewandelt, der später in vier kleinere Bunker unterteilt wurde.

## Häftlinge, Personal und Besucher
Poggioreale ist sehr stark überbelegt, auf etwa 1300 Plätze kommen rund 2600 Häftlinge (ca. ein Viertel davon Ausländer, ca. ein Viertel Rauschgiftsüchtige). Dasselbe trifft auf die einzelnen Zellen zu, in denen oft 15 bis 20 Personen untergebracht werden. Verbreitete Krankheiten sind AIDS, Hepatitis und Tuberkulose. Ausgang in die betonierten Spazierhöfe haben die Gefangenen nur zwei Stunden täglich. In den Zellen befindet sich jeweils ein Tisch und eine Toilette, geduscht werden kann zweimal pro Woche. Besuche sind einmal pro Woche erlaubt, bei „gutem Benehmen“ ein weiteres Mal pro Monat. Gemeinschaftsräume gibt es so gut wie keine, dafür die Möglichkeit, Schulunterricht zu erhalten. Untergebracht sind Personen, die auf ihr Urteil warten, mittlerweile aber auch – zu etwa einem Drittel – bereits Verurteilte.
Nach manchen Angaben gibt es 700 angestellte Gefängniswärter, teils ständig, teils temporär beschäftigte; des Weiteren  400 Ärzte, Anwälte, Lehrer etc. An Besuchstagen sollen 1900 Besucher Poggioreale besuchen. Nach anderen Angaben sind es 900 Wärter, ein Direktor und neun Vizedirektoren, acht Erzieher, zehn Psychologen, zehn Ärzte und 19 Krankenschwestern. Jede Abteilung soll einen Besuchstag pro Woche haben. Außerdem gibt es – vorwiegend katholische – Organisationen, die freiwillige Arbeit im Gefängnis leisten.

## Hauptprobleme
Poggioreale gilt als eines der berüchtigtsten und auch größten Gefängnisse Italiens. Das größte Problem Poggioreales ist – wie in ganz Italien der Fall – die extreme und ständige Überbelegung um etwa 100 %.
Weitere Probleme sind die besonders schlechten Haftbedingungen für Immigranten, einige extrem erscheinende Disziplinvorschriften (beim Spazierengehen die Hände hinter dem Rücken, den Blick gesenkt; beim Zählappell langes Stehen in gleicher Position etc.), Suizide unter den Gefangenen, gewalttätige Zwischenfälle zwischen Wärtern und Häftlingen und die medizinische Behandlung der Rauschgiftsüchtigen. Ein wesentliches Problem bildet auch das fast völlige Fehlen von Arbeitsmöglichkeiten (abseits von Putztätigkeiten etc.), sowie von mit Zertifikat abschließbaren Weiterbildungsmöglichkeiten.

## Berühmte Gefangene
- Raffaele Cutolo